# 打索寺
打索寺，位于西藏自治区日喀则地区定日县曲当乡，是一座藏传佛教寺院。

## 简介
打索寺是位于西藏自治区日喀则地区定日县曲当乡的一座藏传佛教寺院。该寺位于曲当乡政府驻地东南方向，折尚巴村正南，朗当村西北。从定日县曲当乡到定结县陈塘镇的途中的中段，澎曲以东，便是打索寺。陈塘镇是夏尔巴人的聚居地。
传说，有一天，一对野人闯进打索寺，寺中喇嘛遍施法术，却无效果，最终喇嘛被野人吃掉。野人顺澎曲往下，企图袭击陈塘镇。洛本大法师丁桑却培得知消息后，迎野人而上，和野人斗法，最终使用毒箭射杀了野人。他将野人的头和双手带到陈塘镇，埋在一块大石头底下。如今，很多陈塘镇人依然能够指出这块大石头。